# Лук'янівський народний будинок

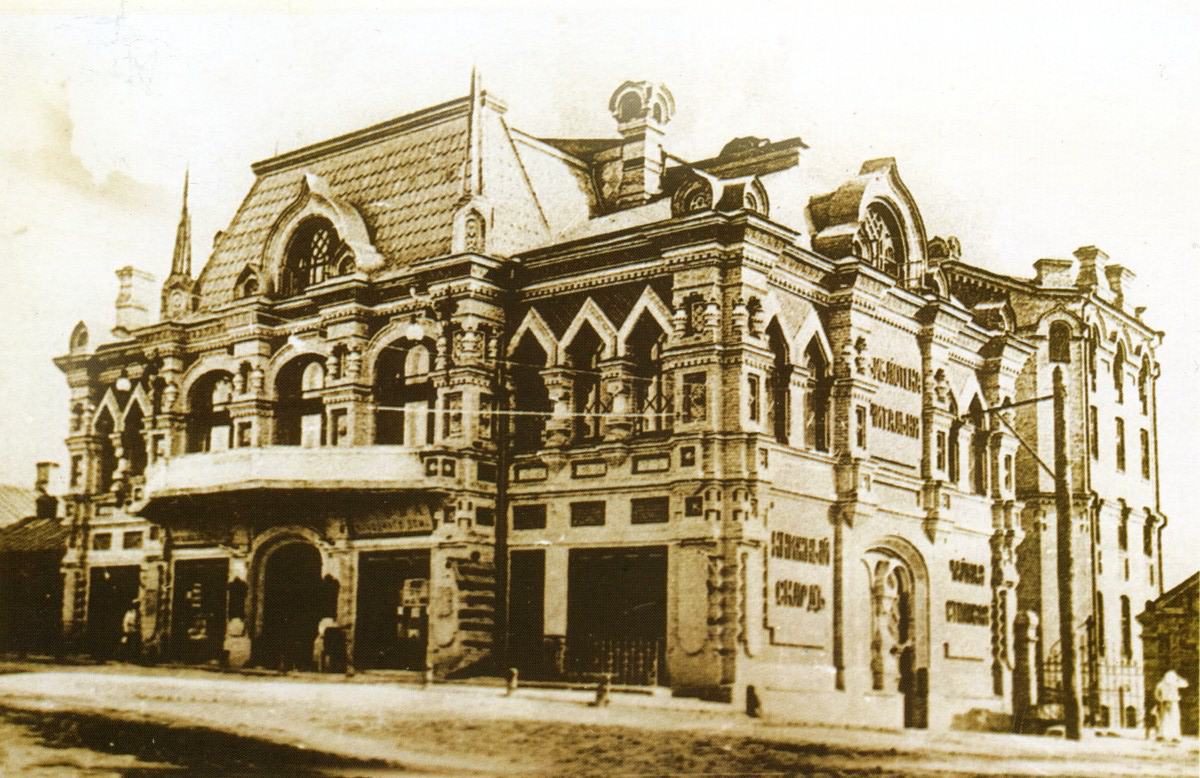
Світлина початку XX ст.

Лук'я́нівський наро́дний буди́нок — пам'ятка історії та архітектури в Києві, Україна. Знаходиться в історичній місцевості Лук'янівка, за адресою вул. Дегтярівська, 5.

## Історія
Заснований у 1897 Південно-Західним відділенням Товариства тверезості і спочатку розміщувався в невеликому дерев'яному будинку.
У 1900–1902 за проектом архітектора Михайла Артинова для Народного будинку побудовано окрему будівлю.
Після лютневої революції 1917 в будинку працював Український робітничий клуб.
У 1920-х будівля перейшла до профспілкової організації трамвайного парку ім. В. І. Леніна, в ньому розмістився Клуб трамвайників.
Під час Другої світової війни в будівлі розташовувався госпіталь.
Після 1945 і до початку 2000-х тут був Будинок культури Київського трамвайно-тролейбусного управління.
З 2005 тут розміщується Київська мала опера.
15 березня 2022 року, під час повномасштабного вторгнення російської армії, будівля Лук’янівського народного будинку зазнала пошкоджень від бойових дій. Департамент культури КМДА повідомив, що вибуховою хвилею розбито практично усе віконне скло, пошкоджено склопакети, вхідні двері, внутрішні двері, тинькування на стелі холу.

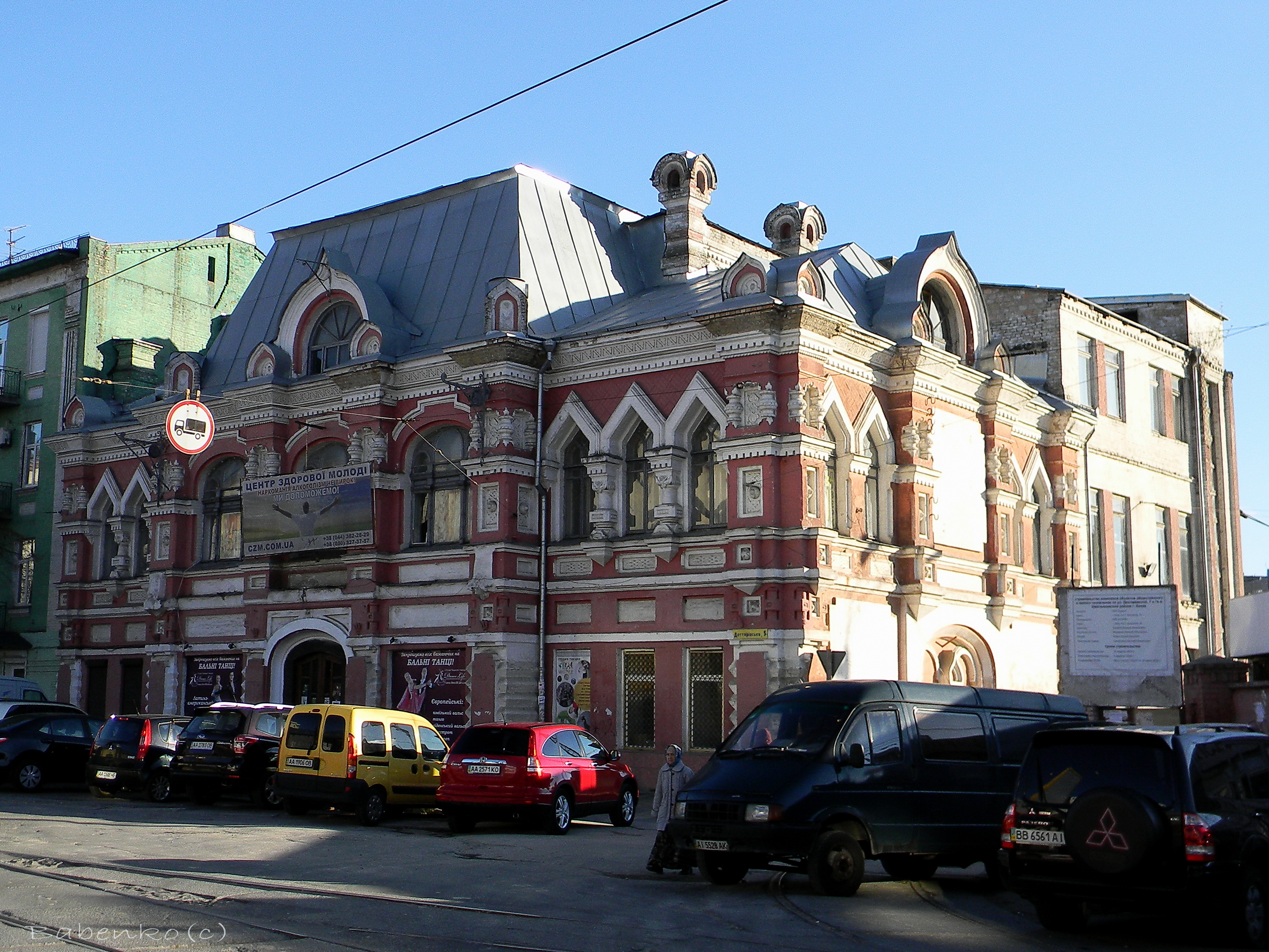
Загальний вид (жовтень 2014)
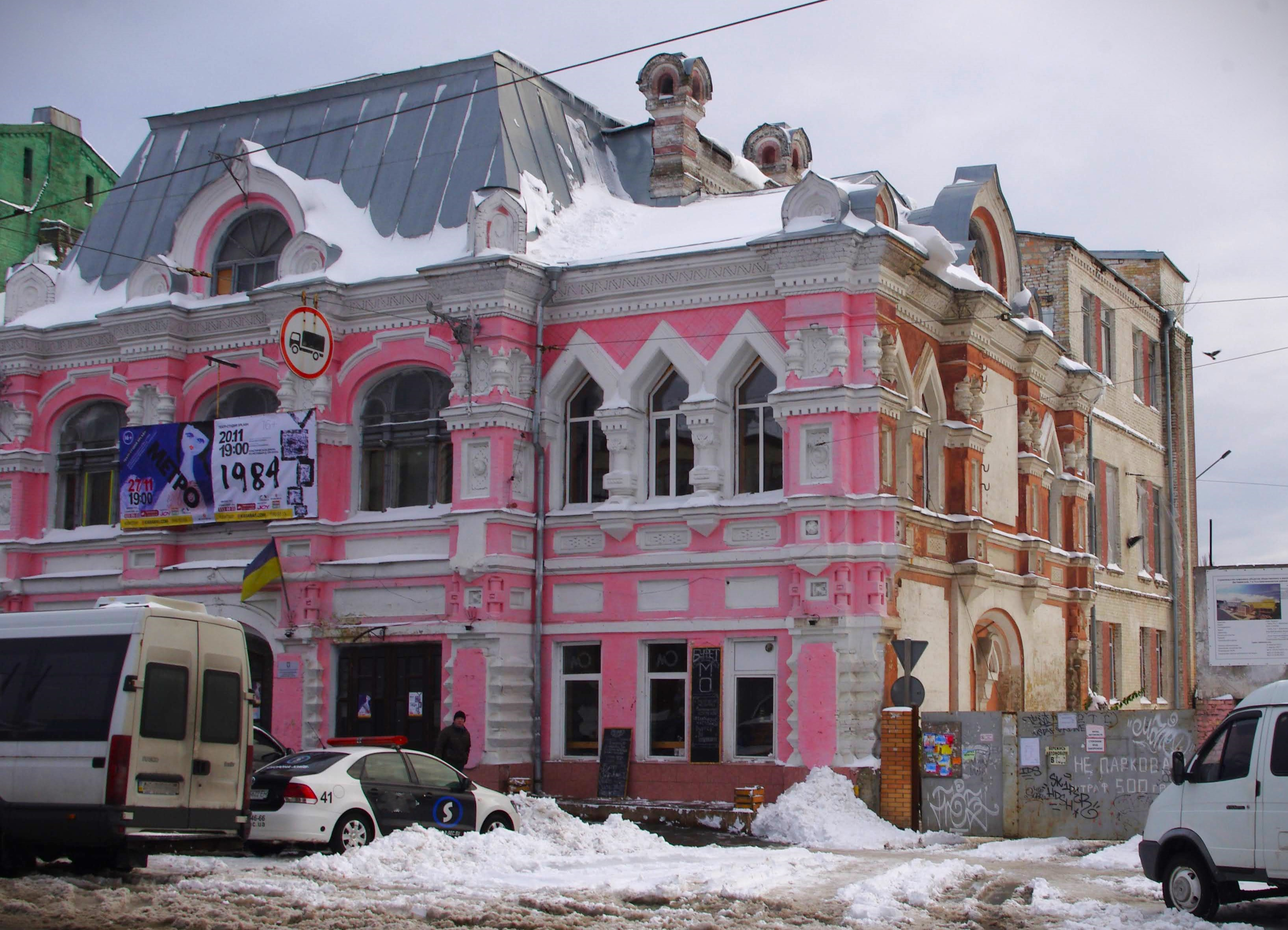
Вид на будівлю (січень 2017)
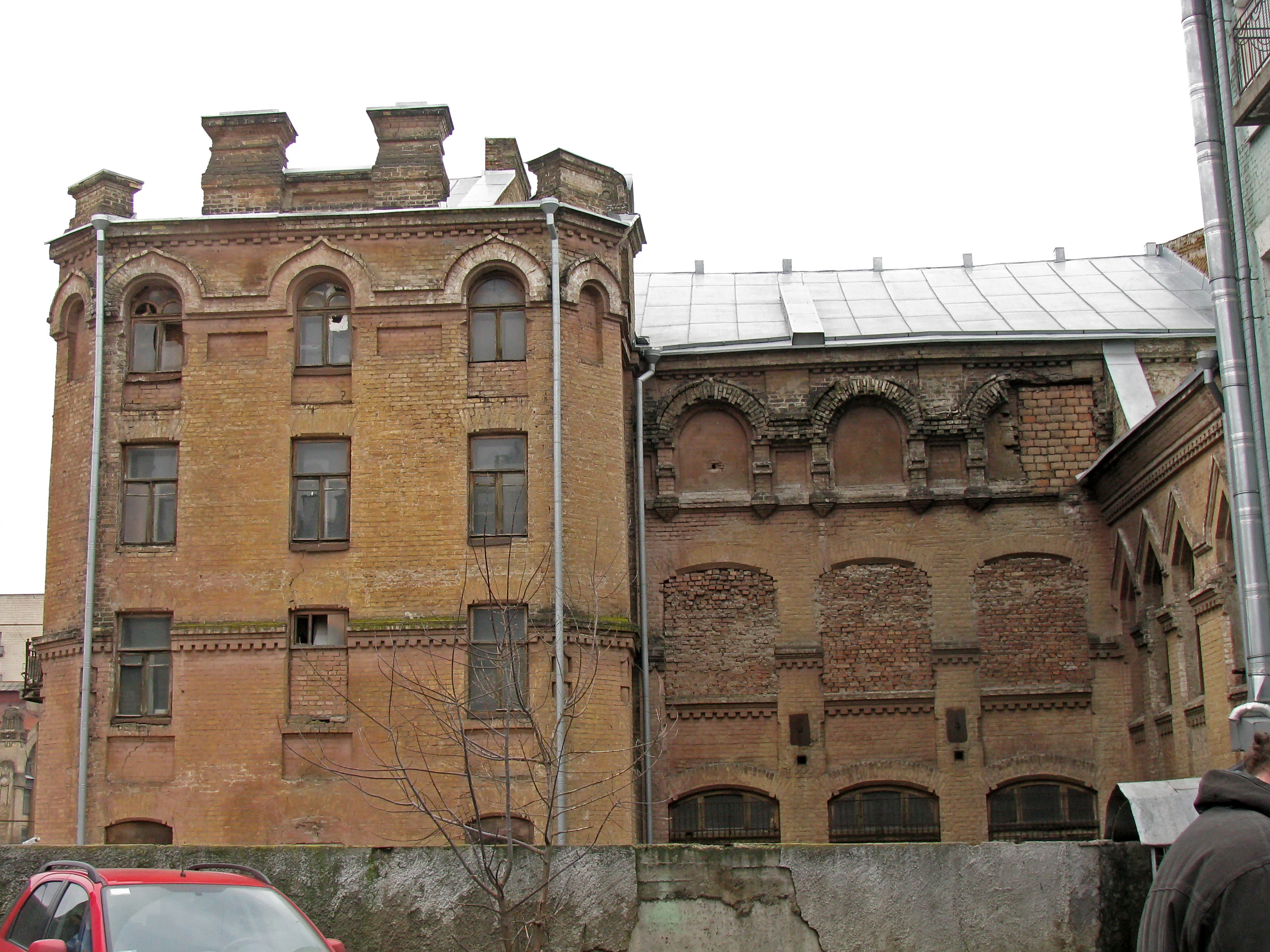
Вид із двору (лютий 2009)

## Архітектура
Будівля Лук'янівського народного будинку цегляна, тинькована, двоповерхова, з плоскими перекриттями, є напівпідвал, що праворуч від входу (з тилу) переходить у підвал, який був переобладнаний під укриття на випадок бомбардування під час війни із запасними виходами на випадок руйнації будинку від бомб. Покрівля висока, складної конфігурації. На ній є вентиляційні труби, що виконують також декоративну функцію. 
По центру головного і бічного фасадів у даху прорізані великі горищні вікна напівциркульної форми, обрамлені кокошниками. Фасади стилізовані під форми російської архітектури XVII століття, що нагадують казковий терем. Головний фасад тридільний. Центральний ризаліт відрізняється від бічних частин широко прорізаними дверима на першому поверсі і вікнами на другому. Вікна бічних частин вузькі, на другому поверсі стрілчастої форми, простінки між ними прикрашені пілястрами й тричетверєвими колонами. Наріжжя фасадів і ризаліту оформлені ярусними лопатками, рустованими в нижній частині й з бочкоподібними напівколонами та фільонками у верхній частині, увінчані кокошниками. 
Дворовий фасад має центральний тригранний ризаліт, акцентований на першому поверсі лучковим вікном, а на другому — балконом. Спочатку ризаліт головного фасаду був також виділений балконом гранчастою в плані форми з парапетом, роги його завершувалися високими шпилями. Балкон і шпилі згодом були втрачені.
Інтер'єри мають симетричну об'ємно-просторову структуру. На першому поверсі розташований вестибюль, на другому — зал для глядачів, спочатку розрахований на 550 осіб. Навколо них групувалися інші приміщення — бібліотека, їдальня, чайна, нічліжний притулок, амбулаторія, класи. У 1972–1974 роках проведено ремонт із переплануванням внутрішніх приміщень, були добудовані сходи в глибині вестибюля та у правому крилі. У 1950-і роки стелі були оздоблені ліпниною.
Будинок було побудовано прямо над річечкою Скоморох, яку сховали у труби.

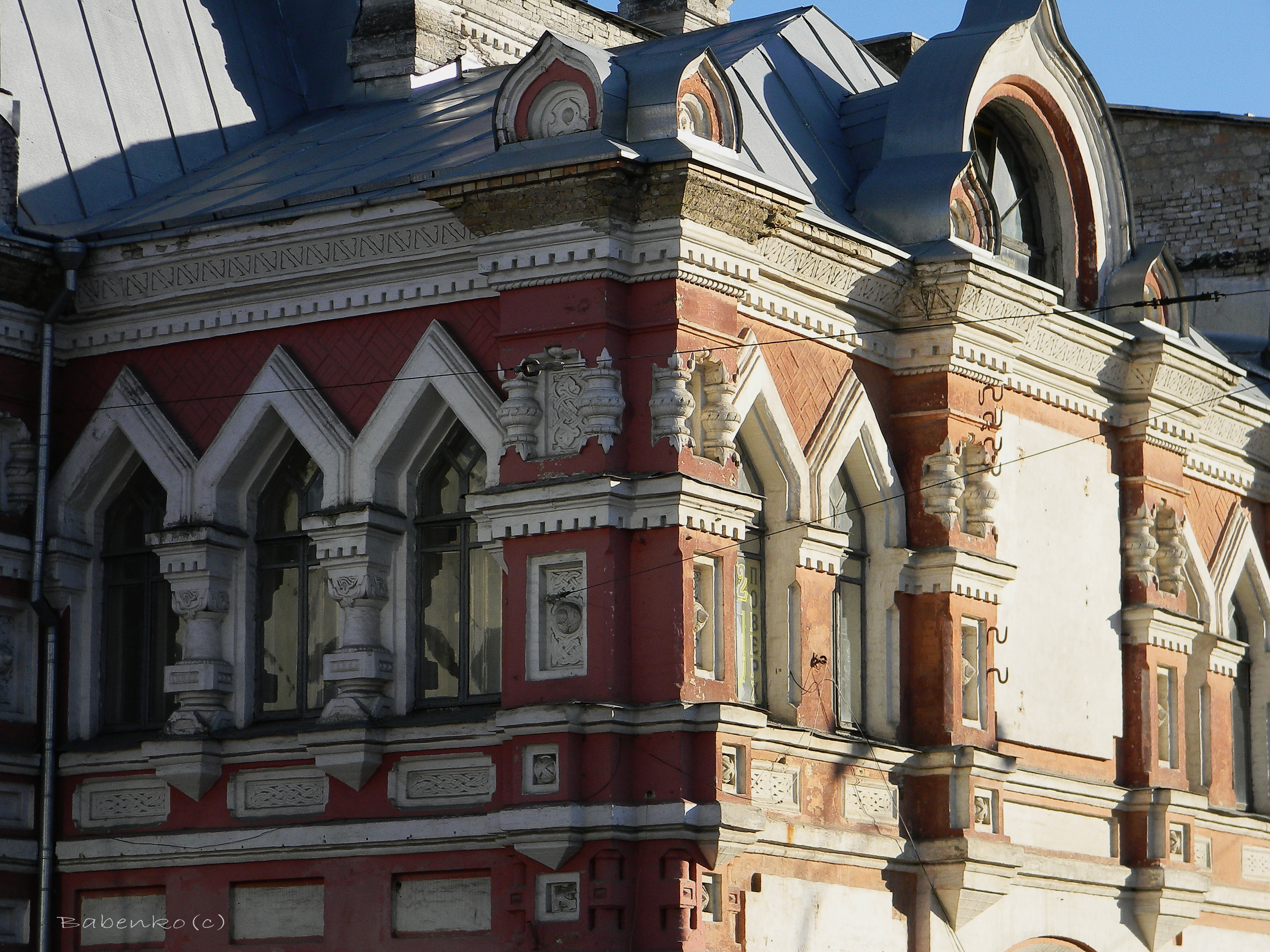
Фрагмент (жовтень 2014)
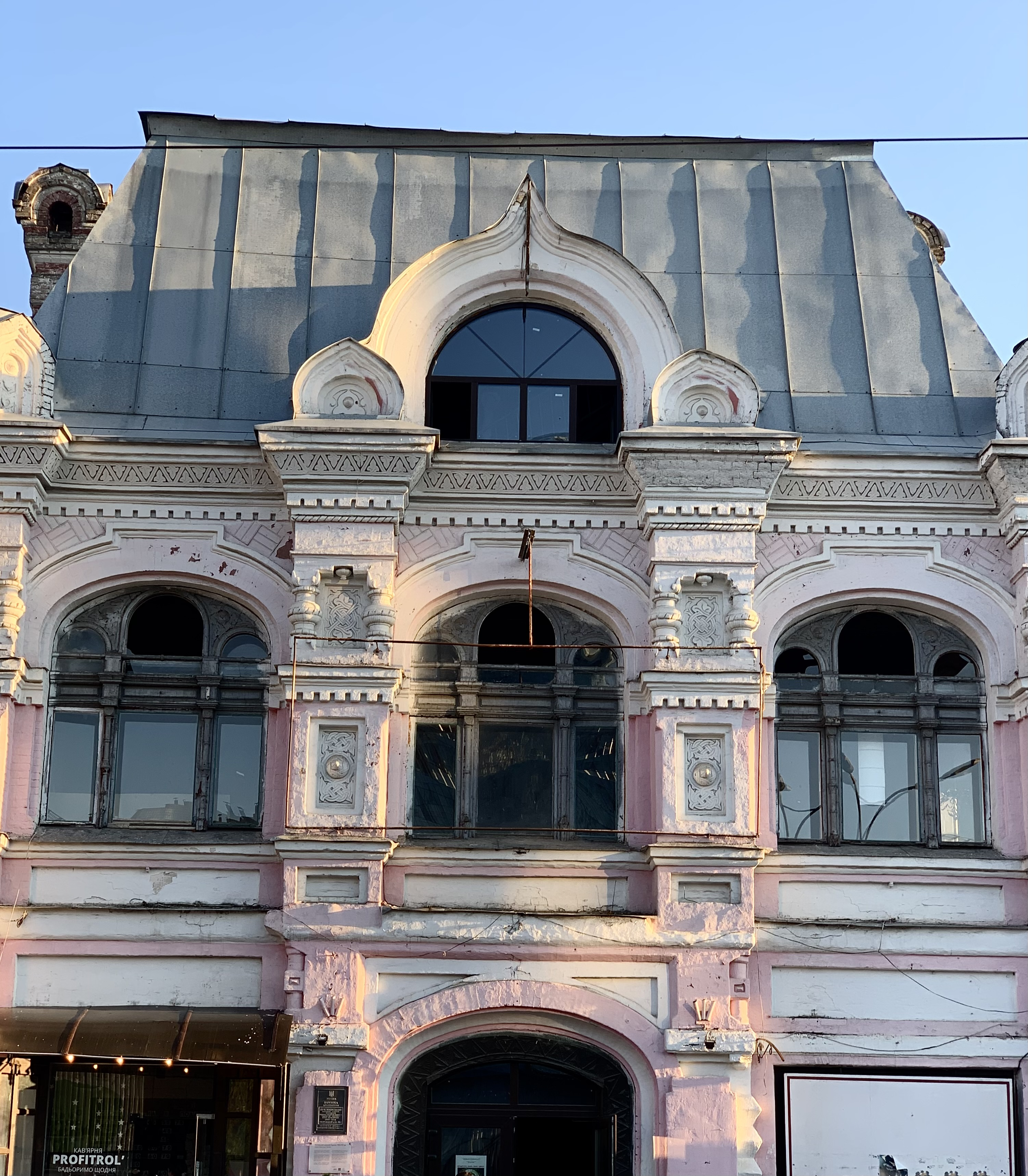
Фрагмент (серпень 2023)
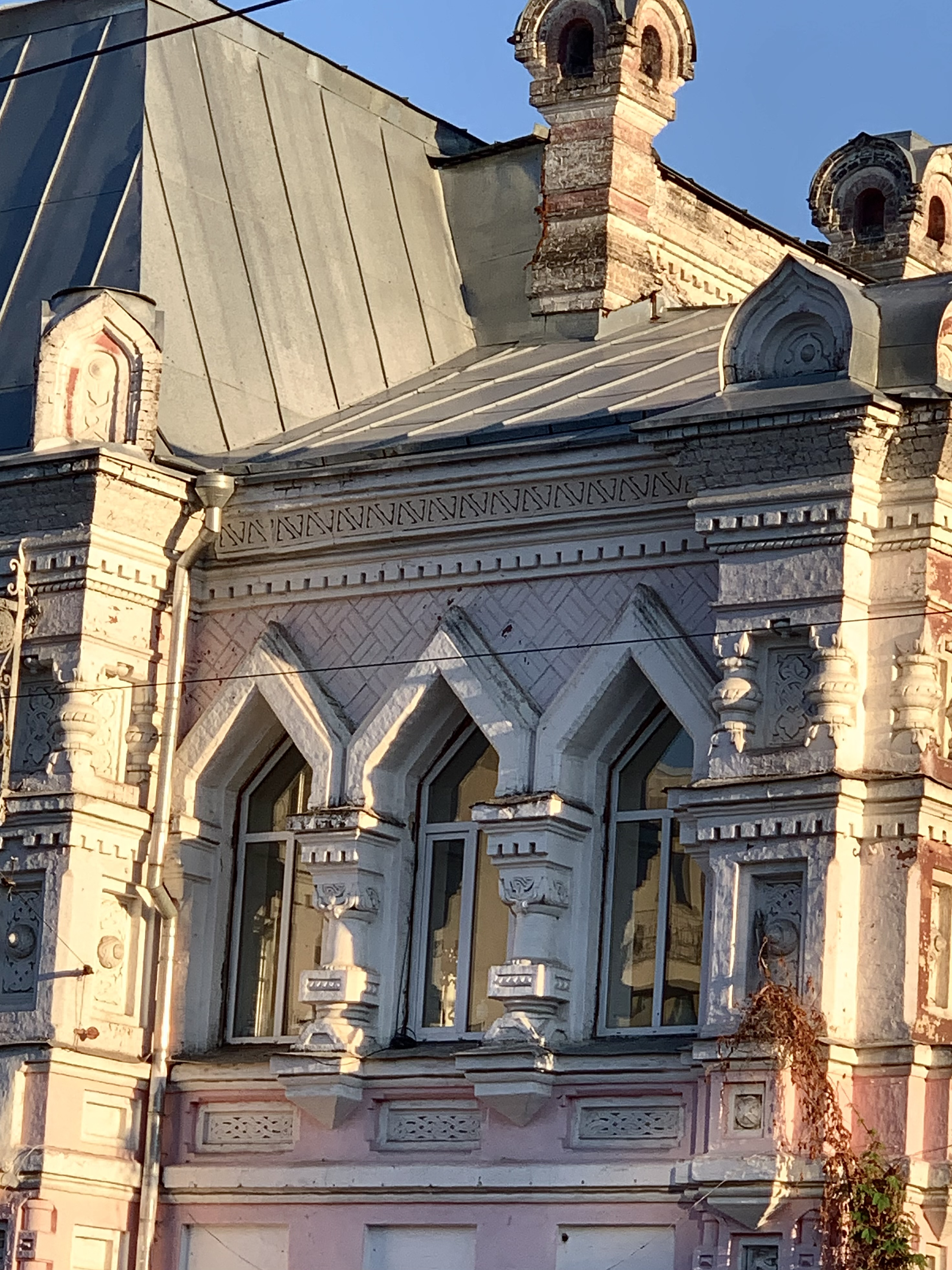
Фрагмент (серпень 2023)
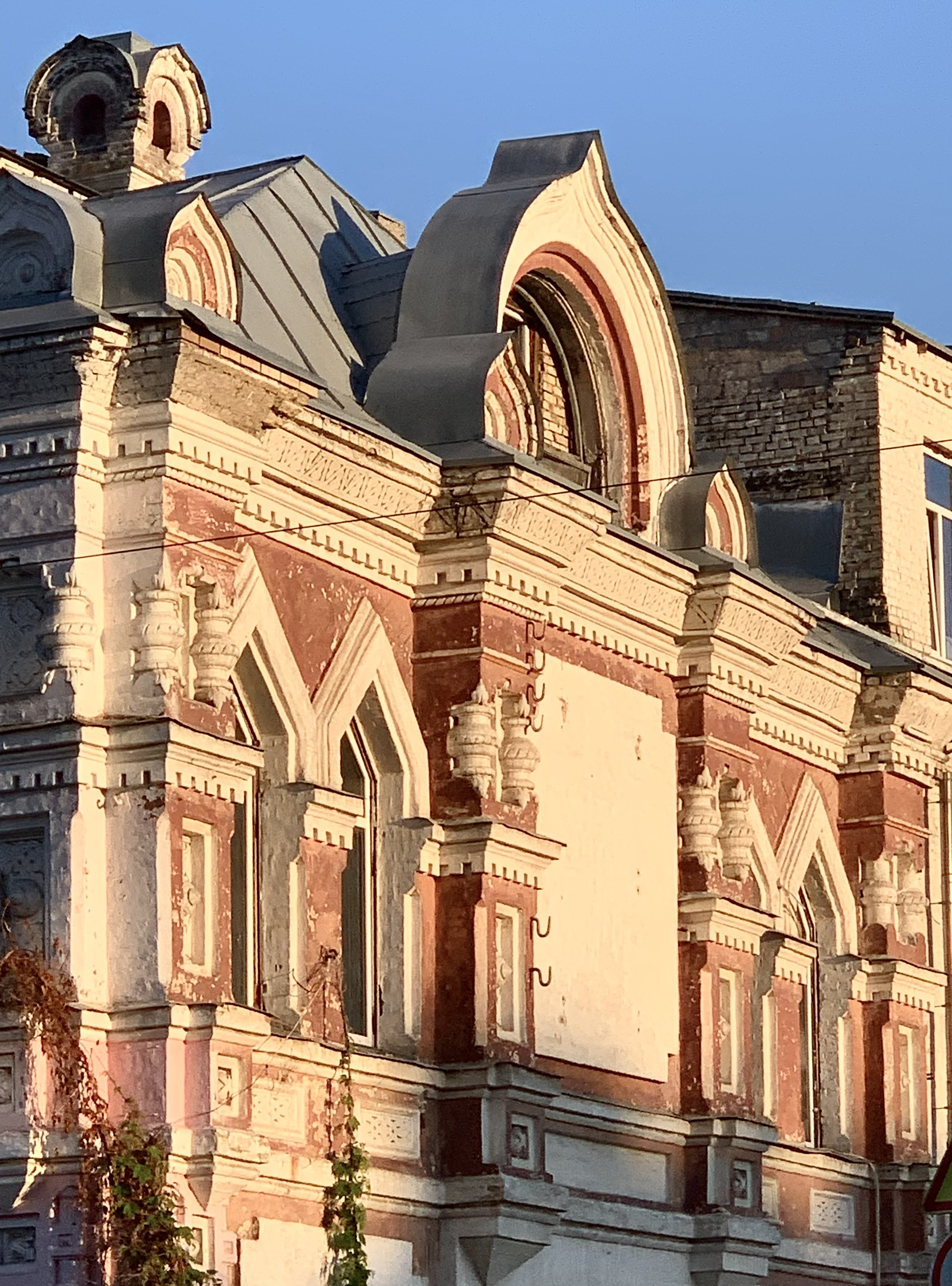
Фрагмент (серпень 2023)

## Культурно-історичне значення

### Народний будинок
Лук'янівський народний будинок був створений з ініціативи викладачів Київського університету св. Володимира товариством тверезості, головою якого був лікар-психіатр і професор університету І. О. Сікорський. У будівлі знаходилася канцелярія Київського міського комітету піклування про народну тверезість, головою комітету був педагог і діяч освіти Т. Г. Лубенець. У віданні цього комітету знаходився сам народний будинок.
У народному будинку діяли дешева їдальня, нічліжний притулок для приїжджих, безкоштовна бібліотека та амбулаторія, кінематограф, театр з власною бібліотекою, у книгосховищі було організовано музей підручників. Працювали вечірні класи — загальноосвітній і жіночого рукоділля, влаштовувалися науково-популярні читання та виставки. Чайна народного будинку служила одночасно просвітницьким центром і музеєм — тут були матеріали, які популяризували здоровий спосіб життя, енциклопедії, а також зразки інструментів, верстатів, вуликів. Сільськогосподарський синдикат влаштував експозицію хлібних злаків і трав, а товариство плодівництва — своїх виробів. У підвальному приміщенні працювала майстерня з виготовлення предметів для бджільництва.
З 1910 в будинку також почав діяти перший у Києві кінозал.
3 травня 1917 в будинку відбулися збори делегатів Комітету "Селянської спілки", які не допустили створення Київської області Росії, що мала складатися з Полтавської, Курської, Воронізької, Чернігівської, Купянського повіту Харківської та Київської губернії.

### Український робітничий клуб
У 1917 будівлю було передано Українському робітничому клубу. У клубі пройшли виступи низки українських театрів. Почалися вони 4 квітня виставою «Батькова казка» Івана Карпенка-Карого, в ній брали участь Іван Мар'яненко та Северин Паньківський. Пізніше були вистави «Молодого театру» Леся Курбаса, «Гуртка українських акторів» під керівництвом Марії Старицької.
У 1919 в клубі створено самодіяльний робітничий театр з постійним режисером і кількома професійними акторами, серед яких була майбутня народна артистка УРСР Любов Гаккебуш.

### Київська мала опера
У 2004–2005 Київська міська рада утворила комунальний заклад «Театрально-видовищний заклад культури «Київська мала опера»». 2005 року колективу закладу було передано в оперативне управління будинок по вул. Дегтярівській, 5.
Відтоді будівля офіційно перебуває у стадії капітального ремонту. Проте декілька років поспіль ремонт не могли навіть розпочати через суперечку навколо землі, на якій розташовано будинок, — у квітні 2004 року її було здано в оренду приватній компанії «Будхол» на 10 років. Тому тривалий час будівля лише слугувала торговельною точкою та місцем розміщення рекламних банерів. У 2006–2008 роках управління культури і мистецтв Київської адміністрації витратило понад 1,3 мільйона гривень бюджетних коштів на ремонтні роботи будівлі, у якій розмістилася адміністрація закладу. У 2012 році Київська мала опера звернулася до Вищого адміністративного суду України з проханням задовольнити її касацію щодо бездіяльності Київради у вирішенні питання із земельною ділянкою.
У 2013 у Київській малій опері відбувся перший великий концерт гурту Dakh Daughters. Проте як театральний заклад Київська мала опера не функціонує і досі.
Початково перетворити будинок культури трамвайників на Малу оперу запропонувала оперна діва Євгенія Мірошниченко. Головним завданням Малої опери мала стати оперна підготовка обдарованої молоді. Початково Малу оперу планувалося відкрити у 2007 році..